# The Foundations of the Nineteenth Century
The Foundations of the Nineteenth Century (Die Grundlagen des neunzehnten Jahrhunderts, 1899) é um livro do filósofo alemão nascido na Grã-Bretanha Houston Stewart Chamberlain. No livro, Chamberlain avança várias teorias antissemitas racistas e especialmente völkisch sobre como ele via a raça ariana como superior às outras, e os povos teutônicos como uma força positiva na civilização europeia e os judeus como uma força negativa. O livro foi seu trabalho mais vendido.